# Rostnackad honungsfågel
Rostnackad honungsfågel (Acanthorhynchus tenuirostris) är en fågel i familjen honungsfåglar inom ordningen tättingar.

## Utseende och läte
Rostnackad honungsfågel är en liten fågel med lång och nedåtböjd näbb. Adulta fåglar har tydligt mörk hjässa och ögonmask (svart hos hanen och grå hos honan), med mörka teckningar nedåt bröstsidorna. I flykten syns tydliga vita stjärthörn. Ungfåglar är enfärgat beigefärgade undertill och bruna ovanpå. Lätet är en upprepad ljudlig vissling. 

## Utbredning och systematik
Rostnackad honungsfågel delas in i fyra underarter med följande utbredning:
- Acanthorhynchus tenuirostris cairnsensis – bergstrakter i nordöstra Queensland (Windsor Tablelands till Paluma Range)
- Acanthorhynchus tenuirostris tenuirostris – östra Australien från centrala Queensland till södra Victoria och sydöstra South Australia)
- Acanthorhynchus tenuirostris dubius – Tasmanien, King Island och Furneauxöarna
- Acanthorhynchus tenuirostris halmaturinus – sydöstra South Australia (Mount Lofty och Flinders Ranges, Kangaroo Island

## Levnadssätt
Rostnackad honungsfågel hittas i fuktiga skogar, men även i parker och trädgårdar. De rör sig aktivt och kvickt mellan blommande träd på jakt efter nektar.

## Status och hot
Arten har ett stort utbredningsområde, men tros minska i antal, dock inte tillräckligt kraftigt för att den ska betraktas som hotad. Internationella naturvårdsunionen IUCN listar arten som livskraftig (LC).

## Bilder

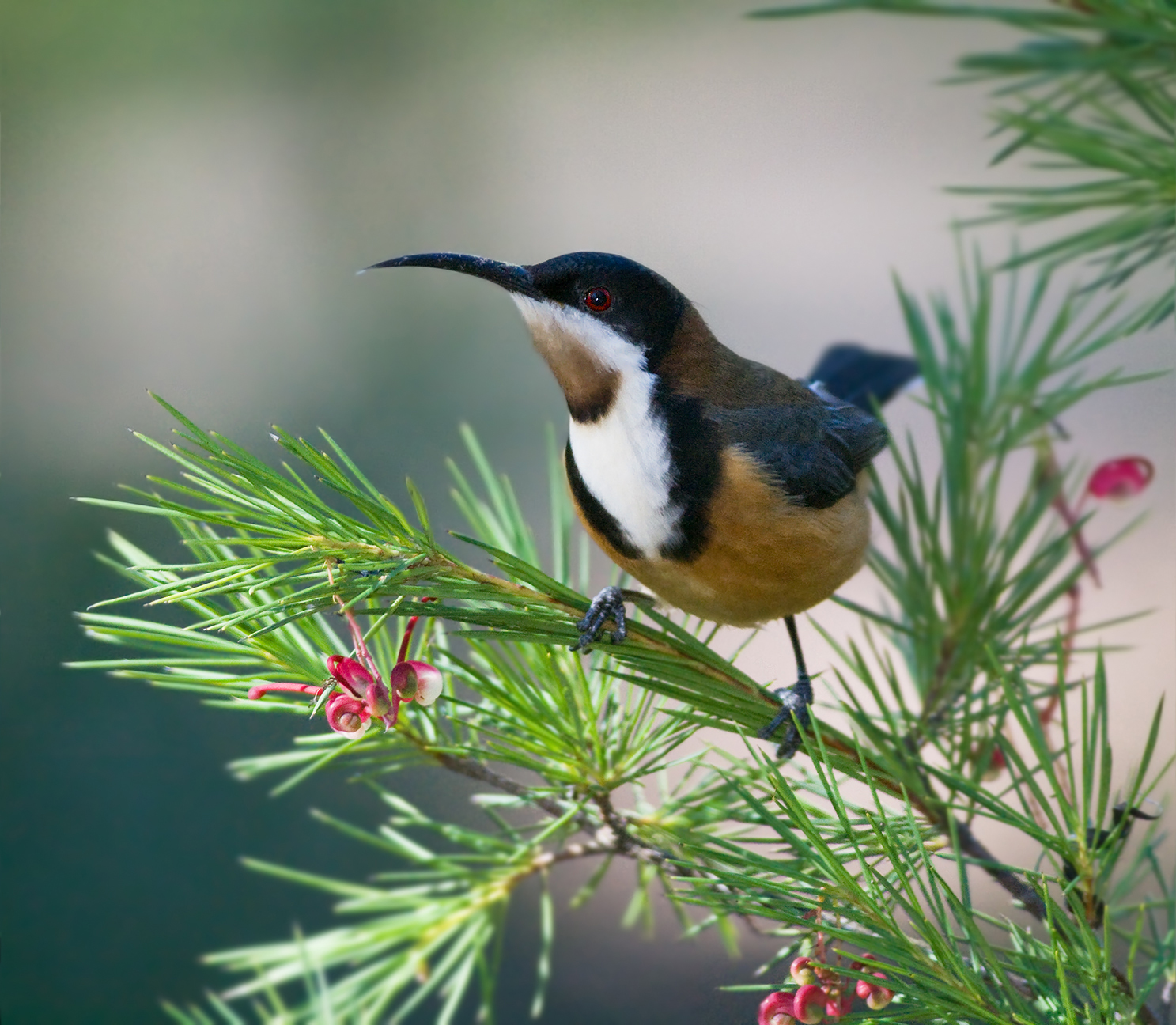
Adult hane
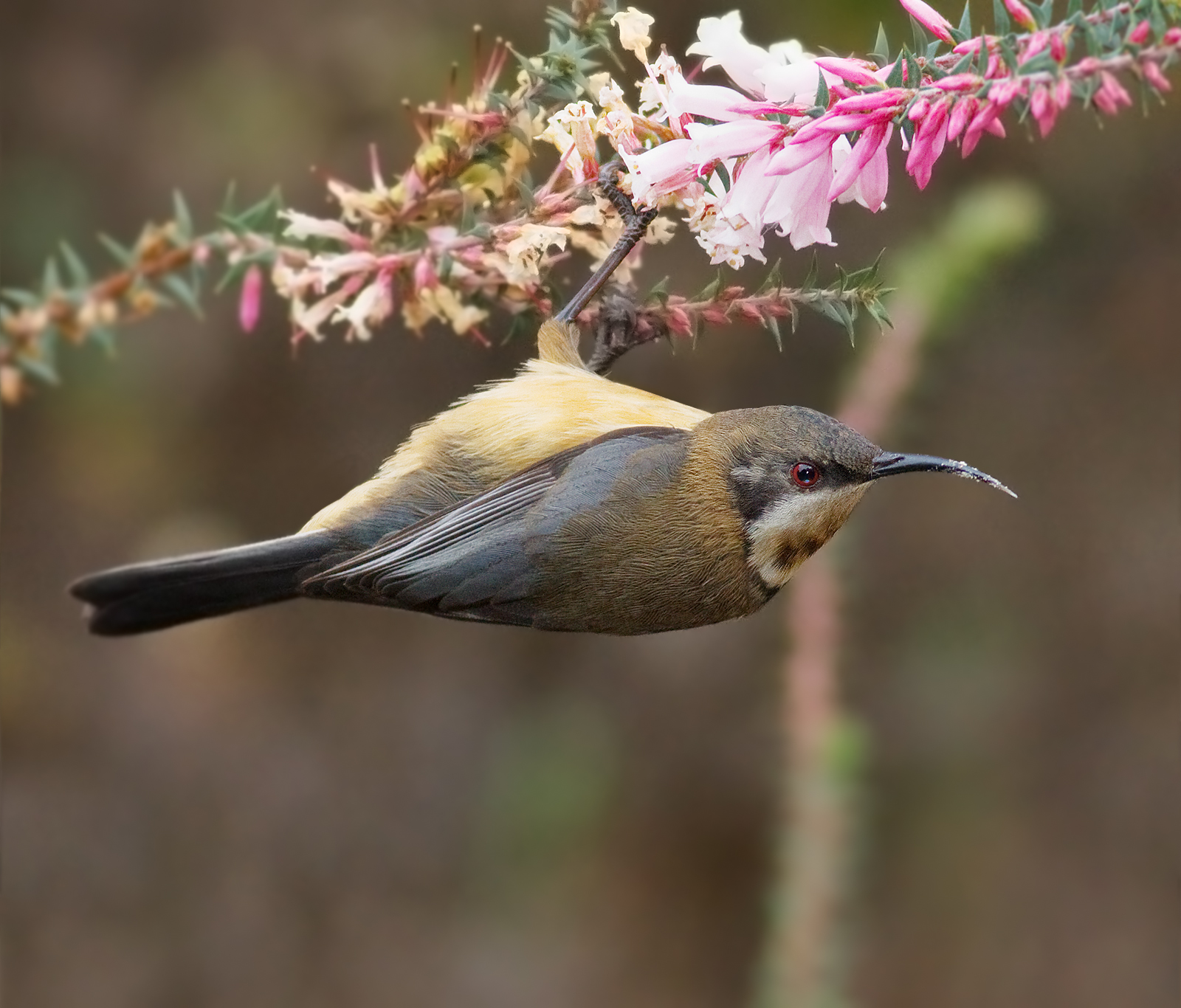
Adult hona
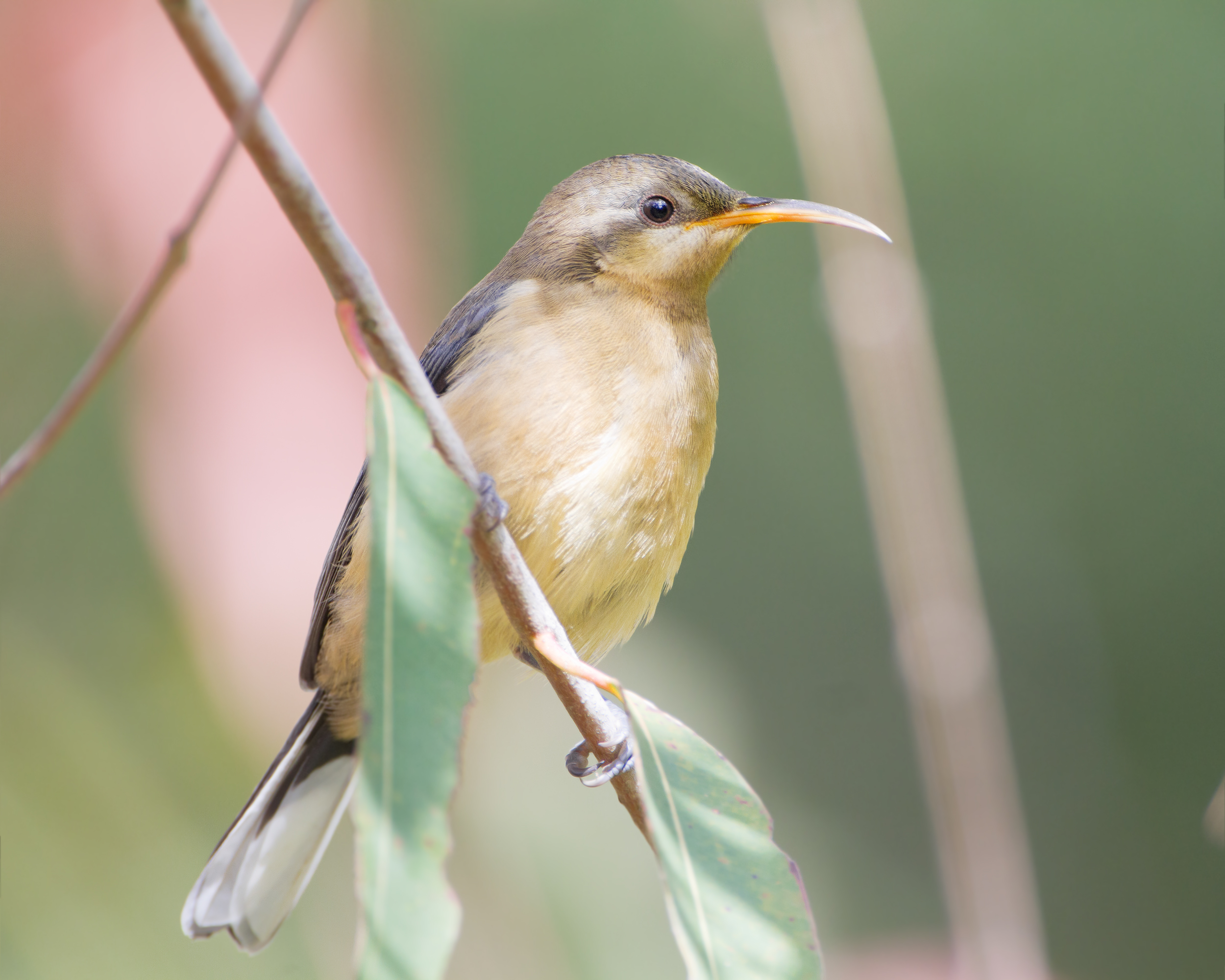
Juvenil